# 蓮ケ池駅
蓮ケ池駅（はすがいけえき）は、宮崎県宮崎市村角町にある、九州旅客鉄道（JR九州）日豊本線の駅である。

## 歴史
- 1986年（昭和61年）12月1日：蓮ヶ池臨時乗降場として日本国有鉄道が開設[1][2]。駅員無配置駅[3]。
- 1987年（昭和62年）4月1日：国鉄分割民営化に伴い、九州旅客鉄道（JR九州）の駅となる[4]。同時に蓮ケ池駅に昇格[1][4]。
- 2015年（平成27年）11月14日：ICカード「SUGOCA」の利用が可能となる[5]。
- 2022年（令和4年）4月1日：宮崎支社の発足により、鹿児島支社から同支社へ移管[6]。

## 駅構造
単式ホーム1面1線を有する地上駅。無人駅で駅舎は存在せず小さな上屋が設置されている。
ICカード「SUGOCA」の利用が可能（相互利用可能ICカードはSUGOCAの項を参照）で（相互利用可能ICカードはSUGOCAの項を参照）、簡易SUGOCA改札機が設置されている。SUGOCAの販売、及びチャージ取扱は行っていない。

## 利用状況
2015年（平成27年）度の1日平均乗車人員は196人である。
| 年度   | 1日平均 乗車人員 |
| ------ | ---------------- |
| 1996年 | 188              |
| 1997年 | 187              |
| 1998年 | 186              |
| 1999年 | 181              |
| 2000年 | 150              |
| 2001年 | 144              |
| 2002年 | 138              |
| 2003年 | 131              |
| 2004年 | 127              |
| 2005年 | 122              |
| 2006年 | 136              |
| 2007年 | 143              |
| 2008年 | 144              |
| 2009年 | 160              |
| 2010年 | 173              |
| 2011年 | 175              |
| 2012年 | 167              |
| 2013年 | 193              |
| 2014年 | 192              |
| 2015年 | 196              |

## 駅周辺
駅の東側には田畑が一面に広がり、西側に団地がある。シーガイアのホテルを望める。本数が少ないためか高校生以外の利用者はほとんどいなかったが、高齢者の増加で宮崎市中心部への足としての役割を果たしつつある。少し離れて並行する国道10号は、この付近でディーラー街となっている。
- 宮崎市立住吉南小学校
- 宮崎市立東大宮中学校
- 宮崎県立宮崎北高等学校
- 蓮ヶ池古墳群（蓮ヶ池史跡公園・蓮ヶ池横穴群・みやざき歴史文化館）[1]
- 宮崎芳士郵便局
- タイヨー 桜町店

## 隣の駅
九州旅客鉄道（JR九州）
■日豊本線
日向住吉駅 - 蓮ケ池駅 - 宮崎神宮駅